# 是非
| ウィキペディアには「是非」という見出しの百科事典記事はありません（タイトルに「是非」を含むページの一覧/「是非」で始まるページの一覧）。 代わりにウィクショナリーのページ「是非」が役に立つかもしれません。 |